# Damon Rampton
Damon Rampton, né le 18 décembre 1978, à New Plymouth, en Nouvelle-Zélande, est un joueur néo-zélandais de basket-ball. Il évolue au poste de pivot.